# Chéo béo
Chéo béo hay nai Bắc Bộ, ná nang, sén, sên, nai hai màu (danh pháp: Oreocnide tonkinensis) là loài thực vật có hoa trong họ Tầm ma. Loài này được (Gagnep.) Merr. & Chun mô tả khoa học đầu tiên năm 1940.